# Ryan Smith (piłkarz)
Ryan Craig Matthew Smith (ur. 10 listopada 1986 w Londynie, Anglia) – piłkarz grający na pozycji pomocnika lub napastnika. Ma za sobą trzy występy w reprezentacji Anglii do lat 20.